# San Nicolás Tumbastatiro
San Nicolás Tumbastatiro är en ort i Mexiko.   Den ligger i kommunen Morelos och delstaten Michoacán de Ocampo, i den centrala delen av landet, 240 km väster om huvudstaden Mexico City. San Nicolás Tumbastatiro ligger 2 131 meter över havet och antalet invånare är 701.
Terrängen runt San Nicolás Tumbastatiro är huvudsakligen kuperad, men åt sydost är den platt. Runt San Nicolás Tumbastatiro är det ganska tätbefolkat, med 166 invånare per kvadratkilometer. Närmaste större samhälle är Huandacareo, 6,9 km öster om San Nicolás Tumbastatiro. Trakten runt San Nicolás Tumbastatiro består till största delen av jordbruksmark.